# Idris niger
Idris niger är en stekelart som först beskrevs av Hickman 1967.  Idris niger ingår i släktet Idris och familjen Scelionidae. Inga underarter finns listade i Catalogue of Life.